# 공주 마곡사 응진전
공주 마곡사 응진전(公州 麻谷寺 應眞殿)은 대한민국 충청남도 공주시 사곡면, 마곡사에 있는 조선시대의 건축물이다. 1984년 5월 17일 충청남도의 문화재자료 제65호로 지정되었다.

## 개요
마곡사는 백제 무왕 41년(640)에 자장율사가 세웠다고 전한다. 절 경내에는 응진전을 비롯하여 대웅전, 영산전, 대광보전, 홍성루 등 많은 건물이 남아 있다.
응진전은 철종 3년(1852)에 새로 보수한 것으로 앞면 3칸·옆면 2칸 규모이며, 지붕은 옆면에서 볼 때 여덟 팔(八)자 모양인 팔작지붕으로 꾸몄다. 지붕 처마를 받치기 위해 장식하여 만든 공포는 기둥 위와 기둥 사이에도 있는 다포 양식으로 짜올렸다.
안쪽에는 부처님을 중심으로 좌우에 부처님의 제자인 16나한상을 모시고 있다.

## 같이 보기
- 마곡사

## 참고 자료
- 마곡사응진전 - 국가유산청 국가유산포털